# Campionato mondiale di hockey su ghiaccio maschile 2011
Il 75º Campionato mondiale di hockey su ghiaccio è stato assegnato dall'International Ice Hockey Federation alla Slovacchia, che lo ha ospitato a Bratislava e a Košice nel periodo tra il 29 aprile e il 15 maggio 2011. È la prima volta che la Slovacchia ospita la fase finale del torneo dopo l'indipendenza ottenuta nel 1993, sebbene la capitale Bratislava sia già stata sede di due mondiali insieme a Praga nel 1959 e nel 1992, quando ancora esisteva la Cecoslovacchia.
La nazionale ceca era la detentrice del titolo in virtù del successo conseguito nel 2010, mentre la nazionale slovacca si era classificata al dodicesimo posto.
Il torneo è stato vinto dalla Finlandia, la quale ha conquistato il suo secondo titolo sconfiggendo in finale l'altra potenza scandinava, la Svezia per 6–1. Il primo titolo, datato 1995, fu ottenuto proprio contro la nazionale svedese. La Repubblica Ceca invece sconfiggendo la Russia per 7-4 ha ottenuto la medaglia di bronzo. Con tale successo la Finlandia ha raggiunto la seconda posizione nella classifica mondiale IIHF, mai raggiunta finora.

## Scelta della sede
Le quattro nazioni, tutte europee, che avevano ufficialmente dichiarato il proprio interesse nell'organizzazione della competizione erano state (in ordine alfabetico):
- Finlandia
- Slovacchia
- Svezia
- Ungheria

La Finlandia ritirò la propria candidatura prima delle votazioni scegliendo invece di candidarsi per l'edizione del 2012. Sia la Finlandia che la Svezia avrebbero vinto il sorteggio per l'organizzazione delle edizioni 2012 e 2013, tuttavia successivamente i due paesi nordici scelsero di ospitare congiuntamente entrambi i Campionati, più precisamente nel 2012 Finlandia-Svezia e nel 2013 Svezia-Finlandia.
Dopo un turno di votazione la proposta vincitrice fu annunciata dal presidente della IIHF René Fasel il 19 maggio 2006 al congresso dei rappresentanti riuniti a Riga. La proposta della Slovacchia ricevette 70 voti, seguita con 20 voti dalla proposta svedese di Stoccolma e Göteborg, mentre la candidatura ungherese ricevette 14 voti. Avendo superato la quota del 50% la proposta slovacca fu approvata, aggiudicandosi così l'organizzazione del Campionato mondiale 2011.
Ivan Gašparovič, il presidente della Slovacchia, scese in campo di persona per promuovere la candidatura del proprio paese, convincendo i rappresentanti della bontà della proposta. Infatti Gašparovič, oltre ad essere un forte sostenitore dell'hockey, in passato è stato vicepresidente dell'HC Slovan Bratislava, squadra della Slovak Extraliga.

### Risultati della votazione
| Nazione    | Voti |
| ---------- | ---- |
| Slovacchia | 70   |
| Svezia     | 20   |
| Ungheria   | 14   |

- Finlandia ritiratasi dalla candidatura per il 2011, rimandata al 2012.

## Stadi
La Samsung Arena di Bratislava, nota anche come Ondrej Nepela Arena, è stata rinnovata profondamente per ospitare l'evento in linea con gli standard imposti dalla IIHF, grazie anche al contributo economico del governo slovacco. I lavori sono stati avviati il 23 aprile 2009 e sono terminati il 30 novembre 2010. Sono stati spesi circa 65 milioni di euro per l'installazione di un nuovo tetto, l'ammodernamento dei servizi, la costruzione di due nuove piste d'allenamento e l'aumento della capacità portata da 8.350 a 10.000 posti a sedere. Lo stadio per motivi di sponsorizzazione si è chiamato Orange Arena, ma solo dal 29 aprile al 15 maggio 2011. La Steel Aréna, nota anche come Ladislav Troják Arena, sorta nel 2006, ha subito solo lievi interventi pari a 11 milioni di euro per la costruzione di una pista di prova adiacente allo stadio fra l'aprile 2009 e il febbraio 2011; quest'ultimo palazzetto servirà anche per lo sviluppo e la nascita di piste di nuova generazione in Slovacchia.
Entrambi i palazzetti sono in contrasto con i regolamenti della IIHF che pongono paletti per la sponsorizzazione delle strutture sportive, e per questo riceveranno per la durata del torneo dei nomi alternativi legati alla storia dello sport slovacco. (Orange Arena detta Ondrej Nepela Arena, e Steel Aréna detta Ladislav Troják Arena.)
| Orange Arena          | Steel Aréna           |
| 48°08′38″N 17°06′35″E | 48°43′16″N 21°15′27″E |
| Capienza: 10.000      | Capienza: 8.340       |
|                       |                       |

## Partecipanti
Al via si presentano sedici squadre, quattordici provenienti dall'Europa e due dal Nordamerica. Il roster di ciascuna nazionale si compone di almeno 15 elementi fra attaccanti e difensori, oltre a 2 portieri, e al massimo può contare 22 giocatori di movimento con 3 portieri. Tutte e sedici le squadre, attraverso le varie federazioni nazionali, hanno dovuto diramare la lista dei giocatori convocati prima della riunione preliminare della IIHF del 28 aprile 2011.
| 14 dall'Europa    | Austria (Promossa dalla I divisione) | Bielorussia | Danimarca  | Finlandia                             |
| 14 dall'Europa    | Francia                              | Germania    | Lettonia   | Norvegia                              |
| 14 dall'Europa    | Rep. Ceca                            | Russia      | Slovacchia | Slovenia (Promossa dalla I divisione) |
| 14 dall'Europa    | Svezia                               | Svizzera    |            |                                       |
| 2 dal Nordamerica | Canada                               | Stati Uniti |            |                                       |

## Copertura televisiva
Di seguito sono riportate le emittenti televisive delle nazioni partecipanti al campionato mondiale che si sono aggiudicate i diritti a trasmettere le partite dell'avvenimento nel proprio ambito territoriale. In Italia la copertura televisiva dell'evento è garantita da Rai Sport.
| Nazione     | Emittente           |
| ----------- | ------------------- |
| Austria     | ORF                 |
| Bielorussia | BTRC                |
| Canada      | TSN                 |
| Canada      | RDS                 |
| Rep. Ceca   | CT                  |
| Danimarca   | TV2 Sport           |
| Finlandia   | YLE                 |
| Francia     | Sport+              |
| Germania    | Sport1              |
| Lettonia    | TV3                 |
| Lettonia    | TV6                 |
| Lettonia    | Viasat Sport Baltic |
| Lettonia    | 3+ Latvia           |
| Norvegia    | Viasat 4            |
| Norvegia    | Viasat Sport        |
| Russia      | Rossija 2           |
| Slovacchia  | STV                 |
| Slovenia    | Šport TV            |
| Svezia      | TV6                 |
| Svezia      | Viasat Sport        |
| Svizzera    | SRG SSR idée suisse |
| Stati Uniti | Versus              |

Alta definizione
| Country     | Broadcaster     |
| ----------- | --------------- |
| Canada      | TSN HD          |
| Canada      | RDS HD          |
| Rep. Ceca   | CT HD           |
| Danimarca   | TV2 Sport HD    |
| Finlandia   | Viasat Sport HD |
| Germania    | Sport1 HD       |
| Norvegia    | Viasat Sport HD |
| Russia      | Sport 1         |
| Svezia      | Viasat Sport HD |
| Svizzera    | HD Suisse       |
| Stati Uniti | Versus HD       |

## Raggruppamenti
I gruppi del turno preliminare sono stati stabiliti in base alla Classifica mondiale IIHF stilata al termine del Campionato mondiale di hockey su ghiaccio 2010, tenuto anche conto del Torneo olimpico dei Giochi di Vancouver 2010:
| Gruppo A (Bratislava) | Gruppo B (Košice) | Gruppo C (Košice) | Gruppo D (Bratislava) |
| Russia (1)            | Canada (2)        | Svezia (3)        | Finlandia (4)         |
| Slovacchia (8)        | Svizzera (7)      | Stati Uniti (6)   | Rep. Ceca (5)         |
| Germania (9)          | Bielorussia (10)  | Norvegia (11)     | Lettonia (12)         |
| Slovenia (19)         | Francia (15)      | Austria (14)      | Danimarca (13)        |

* Tra parentesi è indicata la posizione nel Ranking IIHF.

## Arbitri
La IIHF ha selezionato 16 arbitri e 16 giudici di linea per il Campionato mondiale di hockey su ghiaccio maschile 2011:
Arbitri
- Vladimír Baluška
- Vjačeslav Bulanov
- Darcy Burchell
- Antonin Jerabek
- Danny Kurmann
- Christer Lärking
- Eduards Odins
- Konstantin Olenin

Arbitri
- Peter Ország
- Sami Partanen
- Sören Persson
- Daniel Piechaczek
- Brent Reiber
- Jyri Rönn
- Vladimír Šindler
- Thomas Sterns

Giudici di linea
- Roger Arm
- Chris Carlson
- Paul Carnathan
- Ivan Dedioulia
- Jiří Gebauer
- Manuel Hollenstein
- Matjaž Hribar
- Kiel Murchison

Giudici di linea
- Milan Novák
- Andre Schrader
- Sirko Schulz
- Anton Semionov
- Sergej Šeljanin
- Jussi Terho
- Christian Tillerkvist
- Miroslav Valach

## Gironi preliminari
Le sedici squadre partecipanti sono state suddivise in quattro gruppi. Al termine del raggruppamento le prime tre squadre di ciascun gruppo avanzano alla seconda fase, mentre l'ultima classificata disputa il Girone Retrocessione.
I gruppi A e D si giocano a Bratislava, mentre quelli B e C a Košice.

### Girone A
| Arbitri: | Darcy Burchell Brent Reiber |

|                               |           |  |
| Greilinger 24:19 Reimer 57:53 | Marcatori |  |

| Arbitri: | Danny Kurmann Thomas Sterns |

|                                             |           |              |
| Šatan 35:16 Podhradský 47:03 Bartečko 59:52 | Marcatori | 22:37 Kranjc |

| Arbitri: | Danny Kurmann Sören Persson |

|                                                                                           |           |                                             |
| Atjušov 04:22 Afinogenov 35:41 Kulikov 46:15 Artjuchin 46:53 Radulov 56:19 Zinov'ev 59:22 | Marcatori | 29:15 Hebar 42:49 47:21 Goličič 51:28 Pajič |

| Arbitri: | Darcy Burchell Christer Lärking |

|                                        |           |                                                     |
| Nagy 45:26 Stümpel 47:49 Demitra 52:43 | Marcatori | 24:51 Müller 33:07 Tripp 36:35 Hördler 44:37 Schütz |

| Arbitri: | Vladimir Baluska Konstantin Olenin |

|                          |                |                         |
| Jeglič 04:09 Ticar 28:33 | Marcatori      | 35:19 Wolf 45:32 Schutz |
|                          | Shootout 0 – 1 | Hordler                 |

| Arbitri: | Christer Lärking Sören Persson |

|                                                 |           |                                      |
| Radulov 00:58 Nikulin 18:04 38:10 Morozov 43:38 | Marcatori | 01:28 Šatan 30:06 Gáborík 32:01 Nagy |

| Pos. |            | PG | V | VOT | POT | P | GF | GS | DR | Pt |
| 1.   | Germania   | 3  | 2 | 1   | 0   | 0 | 9  | 5  | +4 | 8  |
| 2.   | Russia     | 3  | 2 | 0   | 0   | 1 | 10 | 9  | +1 | 6  |
| 3.   | Slovacchia | 3  | 1 | 0   | 0   | 2 | 9  | 9  | 0  | 3  |
| 4.   | Slovenia   | 3  | 0 | 0   | 1   | 2 | 7  | 12 | -5 | 1  |

### Girone B
| Arbitri: | Sami Partanen Jyri Rönn |

|                |           |  |
| Vauclair 61:46 | Marcatori |  |

| Arbitri: | Antonin Jerabek Vladimír Šindler |

|                |           |                                                |
| Stepanov 19:26 | Marcatori | 01:52 48:39 Eberle 30:27 Skinner 45:18 Tavares |

| Arbitri: | Vyacheslav Bulanov Eduards Odiņš |

| |           |                 |
| Gragnani 01:02 Spezza 06:35 Skinner 12:02 54:30 Stewart 36:06 Pietrangelo 36:48 Burns 41:41 Nash 44:38 Zajac 57:44 | Marcatori | 29:14 Bellemare |

| Arbitri: | Peter Ország Daniel Piechaczek |

|                                                  |           |               |
| Gardner 07:08 27:03 Bezina 24:11 Rüthemann 30:51 | Marcatori | 21:33 Korabaŭ |

| Arbitri: | Antonin Jerabek Vladimír Šindler |

|                                                            |           |                                       |
| Eberle 31:57 Tavares 36:51 Stewart 56:46 Pietrangelo 64:14 | Marcatori | 12:29 Diaz 48:08 du Bois 58:38 Ambuhl |

| Arbitri: | Sami Partanen Jyri Ronn |

|                                   |           |               |
| Treille 12:35 Hecquefeuille 60:46 | Marcatori | 55:32 Demagin |

| Pos. |             | PG | V | VOT | POT | P | GF | GS | DR  | Pt |
| 1.   | Canada      | 3  | 2 | 1   | 0   | 0 | 17 | 5  | +12 | 8  |
| 2.   | Svizzera    | 3  | 1 | 1   | 1   | 0 | 8  | 5  | +3  | 6  |
| 3.   | Francia     | 3  | 0 | 1   | 1   | 1 | 3  | 11 | -8  | 3  |
| 4.   | Bielorussia | 3  | 0 | 0   | 1   | 2 | 3  | 10 | -7  | 1  |

### Girone C
| Arbitri: | Vyacheslav Bulanov Eduards Odiņš |

|                                                                         |           |             |
| Kreider 14:42 Wheeler 17:15 Stastny 38:36 Shattenkirk 42:47 Smith 56:42 | Marcatori | 34:00 Pewal |

| Arbitri: | Peter Ország Daniel Piechaczek |

|                                                       |                |                                           |
| Røymark 08:06 Ask 21:00 Holtet 33:45 Bastiansen 55:06 | Marcatori      | 06:21 49:37 Eriksson 11:41 15:01 Berglund |
| Skrøder                                               | Shootout 1 – 0 |                                           |

| Arbitri: | Antonin Jerabek Jyri Rönn |

|                                               |           |                                   |
| Palmieri 41:16 53:44 Skille 44:59 Smith 58:34 | Marcatori | 08:09 K.A. Olimb 09:22 Bastiansen |

| Arbitri: | Sami Partanen Vladimír Šindler |

|                                             |           |  |
| Persson 19:39 25:39 Pääjärvi-Svensson 42:34 | Marcatori |  |

| Arbitri: | Eduards Odins Daniel Piechaczek |

|  |           |                                                                     |
|  | Marcatori | 06:26 Koivu 09:31 M. Olimb 10:27 Holøs 39:41 Spets 49:51 Bastiansen |

| Arbitri: | Vjačeslav Bulanov Peter Ország |

|                                                                               |           |                            |
| Berglund 17:31 35:16 Krüger 23:17 Sjögren 30:27 Ericsson 56:01 Petrasek 58:50 | Marcatori | 18:43 Fowler 50:29 Wheeler |

| Pos. |             | PG | V | VOT | POT | P | GF | GS | DR  | Pt |
| 1.   | Svezia      | 3  | 2 | 0   | 1   | 0 | 13 | 7  | +6  | 7  |
| 2.   | Stati Uniti | 3  | 2 | 0   | 0   | 1 | 11 | 9  | +2  | 6  |
| 3.   | Norvegia    | 3  | 1 | 1   | 0   | 1 | 12 | 8  | +4  | 5  |
| 4.   | Austria     | 3  | 0 | 0   | 0   | 3 | 1  | 13 | -12 | 0  |

### Girone D
| Arbitri: | Vladimír Baluška Konstantin Olenin |

|                                                                        |           |             |
| Immonen 23:57 Aaltonen 36:26 Pihlström 42:39 Niskala 52:29 Ruutu 53:21 | Marcatori | 47:54 Hardt |

| Arbitri: | Christer Lärking Sören Persson |

|                                                       |           |                             |
| Rolinek 17:47 Eliáš 33:02 Havlát 41:15 Červenka 58:11 | Marcatori | 09:04 Dārziņš 21:21 Bukarts |

| Arbitri: | Konstantin Olenin Brent Reiber |

|                                                                     |           |  |
| Frolík 02:29 34:25 Michálek 31:34 33:17 Plekanec 34:38 Průcha 56:23 | Marcatori |  |

| Arbitri: | Danny Kurmann Thomas Sterns |

|                               |                |                             |
| Rēdlihs 33:36 Vasiļjevs 42:12 | Marcatori      | 13:54 Immonen 52:51 Kapanen |
|                               | Shootout 0 – 1 | Koivu                       |

| Arbitri: | Vladimír Baluška Darcy Burchell |

|                         |                |                             |
| Christensen 01:43 28:27 | Marcatori      | 23:03 Cipulis 35:14 Rēdlihs |
| Christensen             | Shootout 1 – 0 |                             |

| Arbitri: | Brent Reiber Thomas Sterns |

|               |           |                           |
| Salmela 59:41 | Marcatori | 24:24 Michálek 42:48 Jágr |

| Pos. |           | PG | V | VOT | POT | P | GF | GS | DR | Pt |
| 1.   | Rep. Ceca | 3  | 3 | 0   | 0   | 0 | 12 | 3  | +9 | 9  |
| 2.   | Finlandia | 3  | 1 | 1   | 0   | 1 | 9  | 5  | +4 | 5  |
| 3.   | Danimarca | 3  | 0 | 1   | 0   | 2 | 4  | 13 | -9 | 2  |
| 4.   | Lettonia  | 3  | 0 | 0   | 2   | 1 | 6  | 10 | -4 | 2  |

## Seconda fase
Le prime tre squadre di ogni gruppo preliminare avanzano alla seconda fase. Le dodici squadre vengono divise successivamente in due gruppi:le squadre dai gruppi A e D confluiscono nel Gruppo E, mentre le squadre dei gruppi B e C nel Gruppo F.
Ogni squadra conserva i punti ottenuti con le altre due squadre qualificate del proprio girone. In questa fase affrontano le altre tre squadre provenienti dall'altro girone preliminare.
Le prime quattro squadre dei gruppi E ed F accedono alla fase a eliminazione diretta.

### Girone E
| Arbitri: | Vladimír Baluška Sören Persson |

|                                            |           |                                |
| Zinov'ev 09:26 30:08 34:18 Artjuchin 45:21 | Marcatori | 11:12 47:27 Hardt 19:46 Bødker |

| Arbitri: | Konstantin Olenin Brent Reiber |

|                                                      |                |                                               |
| Rankel 14:45 Schütz 26:28 Hospelt 27:32 Reimer 39:03 | Marcatori      | 00:13 19:46 Ruutu 31:39 Pesonen 38:07 Immonen |
|                                                      | Shootout 0 – 1 | Koivu                                         |

| Arbitri: | Darcy Burchell Danny Kurmann |

|                                         |           |                         |
| Židlický 17:48 Havlát 41:06 Eliáš 44:28 | Marcatori | 22:54 Nagy 58:41 Surový |

| Arbitri: | Vladimír Baluška Darcy Burchell |

|                                               |                |                                        |
| Ma. Bødker 08:09 Mi. Bødker 21:39 Hardt 57:33 | Marcatori      | 10:15 Tripp 22:05 Barta 41:32 Lavallee |
| Mi. Bødker                                    | Shootout 1 – 0 |                                        |

| Arbitri: | Danny Kurmann Brent Reiber |

|                   |           |               |
| Ruutu 47:17 50:26 | Marcatori | 16:21 Gáborík |

| Arbitri: | Brent Reiber Thomas Sterns |

|                                         |           |                                |
| Voráček 14:01 Jágr 15:52 Plekanec 43:27 | Marcatori | 31:50 Tereščenko 55:04 Zaripov |

| Arbitri: | Konstantin Olenin Thomas Sterns |

|                                                    |           |                   |
| Stümpel 10:10 Šatan 15:52 Hossa 40:32 Zedník 50:05 | Marcatori | 04:09 Christensen |

| Arbitri: | Danny Kurmann Christer Lärking |

|                             |                |                           |
| Kulëmin 04:26 Nikulin 04:37 | Marcatori      | 26:59 Koivu 36:39 Niskala |
|                             | Shootout 0 – 1 | Koivu                     |

| Arbitri: | Konstantin Olenin Thomas Sterns |

|                              |           |                                                              |
| Tripp 01:48 Greilinger 58:26 | Marcatori | 00:51 35:34 Plekanec 10:38 Frolík 22:47 Rachůnek 36:58 Eliáš |

| Pos. |            | PG | V | VOT | POT | P | GF | GS | DR  | Pt |
| 1.   | Rep. Ceca  | 5  | 5 | 0   | 0   | 0 | 19 | 7  | +12 | 15 |
| 2.   | Finlandia  | 5  | 2 | 2   | 0   | 1 | 16 | 10 | +6  | 10 |
| 3.   | Germania   | 5  | 2 | 0   | 2   | 1 | 15 | 17 | -2  | 8  |
| 4.   | Russia     | 5  | 2 | 0   | 1   | 2 | 12 | 14 | -2  | 7  |
| 5.   | Slovacchia | 5  | 1 | 0   | 0   | 4 | 13 | 14 | -1  | 3  |
| 6.   | Danimarca  | 5  | 0 | 1   | 0   | 4 | 9  | 22 | -13 | 2  |

### Girone F
| Arbitri: | Eduards Odiņš Peter Ország |

|                         |           |                                          |
| Monnet 28:35 Diaz 47:19 | Marcatori | 08:47 Holøs 19:55 Skrøder 42:48 Forsberg |

| Arbitri: | Sami Partanen Daniel Piechaczek |

|                                        |                |                                            |
| Burns 27:20 Tavares 43:27 Spezza 45:22 | Marcatori      | 24:13 Komisarek 33:47 Johnson 51:17 Stepan |
| Nash                                   | Shootout 1 – 0 |                                            |

| Arbitri: | Jyri Rönn Vladimír Šindler |

|                                                                 |           |  |
| Nilsson 04:34 Ekman-Larsson 13:51 Berglund 15:39 Kronwall 45:34 | Marcatori |  |

| Arbitri: | Jyri Rönn Vladimír Šindler |

|                               |           |                                       |
| K.A. Olimb 51:36 Holtet 52:49 | Marcatori | 15:26 Spezza 30:15 Tavares 49:02 Neal |

| Arbitri: | Eduards Odiņš Peter Ország |

|                                         |           |                             |
| Stepan 16:06 Stuart 21:16 Kreider 25:24 | Marcatori | 05:25 Treille 55:30 Meunier |

| Arbitri: | Vyacheslav Bulanov Eduards Odiņš |

|                      |           |  |
| Backlund 47:47 59:28 | Marcatori |  |

| Arbitri: | Vyacheslav Bulanov Antonín Jeřábek |

|                            |           |                                              |
| Fleury 10:57 Meunier 31:20 | Marcatori | 03:27 Skrøder 03:52 17:50 35:19 52:26 Holtet |

| Arbitri: | Jyri Rönn Vladimír Šindler |

|                                                               |           |                                              |
| Lötscher 11:35 31:00 Diaz 14:20 Rüthemann 21:06 Gardner 59:43 | Marcatori | 11:01 Smith 26:09 Shannon 58:17 van Riemsdyk |

| Arbitri: | Sami Partanen Daniel Piechaczek |

|                                     |           |                              |
| Neal 01:08 Tavares 13:20 Nash 52:31 | Marcatori | 03:43 Petrasek 30:38 Tedenby |

| Pos. |             | PG | V | VOT | POT | P | GF | GS | DR  | Pt |
| 1.   | Canada      | 5  | 3 | 2   | 0   | 0 | 23 | 11 | +12 | 13 |
| 2.   | Svezia      | 5  | 3 | 0   | 1   | 1 | 18 | 10 | +8  | 10 |
| 3.   | Norvegia    | 5  | 2 | 1   | 0   | 2 | 17 | 15 | +2  | 8  |
| 4.   | Stati Uniti | 5  | 2 | 0   | 1   | 2 | 15 | 19 | -4  | 7  |
| 5.   | Svizzera    | 5  | 1 | 1   | 1   | 2 | 11 | 12 | -1  | 6  |
| 6.   | Francia     | 5  | 0 | 0   | 1   | 4 | 5  | 22 | -17 | 1  |

## Girone per non retrocedere
Le ultime classificate di ciascun gruppo preliminare disputano il Girone per evitare la retrocessione. Le squadre che giungono agli ultimi due posti in classifica vengono retrocesse in Prima Divisione in occasione del Campionato mondiale di hockey su ghiaccio 2012.

### Girone G
| Arbitri: | Christer Lärking Thomas Sterns |

|                                                    |           |                             |
| Tičar 27:59 40:54 Razingar 33:55 39:11 Pajič 41:27 | Marcatori | 51:33 Cipulis 59:59 Bukarts |

| Arbitri: | Vjačeslav Bulanov Antonín Jeřábek |

| |           |                                |
| Kavyršyn 04:06 Hraboǔski 17:17 Kascicyn 18:57 Dzjamkoǔ 30:17 Dzjamahin 32:49 Korabaŭ 42:53 Kulakoǔ 51:55 | Marcatori | 40:47 Setzinger 53:29 Schiechl |

| Arbitri: | Christer Lärking Konstantin Olenin |

|                                              |           |                             |
| Unterluggauer 19:03 Raffl 24:15 Rotter 45:22 | Marcatori | 36:30 Razingar 39:41 Rodman |

| Arbitri: | Sami Partanen Daniel Piechaczek |

|                                                  |           |                                                                       |
| Kascjučonak 19:31 Hraboǔski 20:53 Mjaleška 59:50 | Marcatori | 09:26 49:44 Cipulis 13:23 17:19 Pujacs 36:17 Ņiživijs 57:29 Saulietis |

| Arbitri: | Darcy Burchell Sören Persson |

|               |           |                                                                                 |
| Sabolič 31:51 | Marcatori | 06:01 Dzjamahin 07:23 37:13 Kascicyn 28:21 Scjapanaŭ 35:52 55:07 56:13 Michalëŭ |

| Arbitri: | Antonín Jeřábek Peter Ország |

|                                                   |           |             |
| Bukarts 05:01 Rēdlihs 13:30 Saulietis 22:57 48:47 | Marcatori | 59:01 Raffl |

| Pos. |             | PG | V | VOT | POT | P | GF | GS | DR | Pt |
| 1.   | Bielorussia | 3  | 2 | 0   | 0   | 1 | 12 | 9  | +3 | 6  |
| 2.   | Lettonia    | 3  | 2 | 0   | 0   | 1 | 17 | 9  | +8 | 6  |
| 3.   | Austria     | 3  | 1 | 0   | 0   | 2 | 6  | 13 | -7 | 3  |
| 4.   | Slovenia    | 3  | 1 | 0   | 0   | 2 | 8  | 12 | -4 | 3  |

## Fase ad eliminazione diretta
|  | Quarti di finale | Quarti di finale | Quarti di finale |           |           | Semifinali | Semifinali | Semifinali |           |                 | Finale          | Finale          | Finale |  |
|  |                  |                  |                  |           |           |            |            |            |           |                 |                 |                 |        |  |
|  | E1               | Rep. Ceca        | 4                |           |           |            |            |            |           |                 |                 |                 |        |  |
|  | E1               | Rep. Ceca        | 4                |           |           |            |            |            |           |                 |                 |                 |        |  |
|  | F4               | Stati Uniti      | 0                |           |           |            |            |            |           |                 |                 |                 |        |  |
|  | F4               | Stati Uniti      | 0                |           | Rep. Ceca | Rep. Ceca  | 2          |            |           |                 |                 |                 |        |  |
|  |                  |                  |                  |           | Rep. Ceca | Rep. Ceca  | 2          |            |           |                 |                 |                 |        |  |
|  |                  |                  | Svezia           | Svezia    | 5         |            |            |            |           |                 |                 |                 |        |  |
|  | F2               | Svezia           | Svezia           | Svezia    | 5         | 5          |            |            |           |                 |                 |                 |        |  |
|  | F2               | Svezia           |                  |           |           |            |            |            |           |                 |                 |                 |        |  |
|  | E3               | Germania         | 2                |           |           |            |            |            |           |                 |                 |                 |        |  |
|  | E3               | Germania         | 2                |           | Svezia    | Svezia     | 1          |            |           |                 |                 |                 |        |  |
|  |                  |                  |                  |           |           |            |            |            |           |                 |                 |                 |        |  |
|  |                  |                  | Finlandia        | Finlandia | 6         |            |            |            |           |                 |                 |                 |        |  |
|  | F1               | Canada           | Finlandia        | Finlandia | 6         | 1          |            |            |           |                 |                 |                 |        |  |
|  | F1               | Canada           |                  |           |           | 1          |            |            |           |                 |                 |                 |        |  |
|  | E4               | Russia           | 2                |           |           |            |            |            |           |                 |                 |                 |        |  |
|  | E4               | Russia           | 2                |           | Russia    | Russia     | 0          |            |           | Finale 3º posto | Finale 3º posto | Finale 3º posto |        |  |
|  |                  |                  |                  |           | Russia    | Russia     | 0          |            |           |                 |                 |                 |        |  |
|  |                  |                  | Finlandia        | Finlandia | 3         |            |            |            |           |                 |                 |                 |        |  |
|  | E2               | Finlandia        | Finlandia        | Finlandia | 3         | 4          |            |            | Rep. Ceca | Rep. Ceca       | 7               |                 |        |  |
|  | E2               | Finlandia        |                  |           |           |            |            |            | Rep. Ceca | Rep. Ceca       | 7               |                 |        |  |
|  | F3               | Norvegia         | 1                |           |           | Russia     | Russia     | 4          |           |                 |                 |                 |        |  |

### Quarti di finale
| Arbitri: | Darcy Burchell Brent Reiber |

|                                       |           |  |
| Jágr 18:45 24:47 56:25 Plekanec 50:33 | Marcatori |  |

| Arbitri: | Jyri Rönn Vladimír Šindler |

|                                                                   |           |                        |
| Thörnberg 00:27 48:54 Berglund 15:46 Persson 24:30 Eriksson 28:10 | Marcatori | 02:01 Barta 38:44 Wolf |

| Arbitri: | Sören Persson Daniel Piechaczek |

|                                               |           |                  |
| Immonen 26:01 35:38 Ruutu 28:43 Lajunen 38:29 | Marcatori | 23:56 K.A. Olimb |

| Arbitri: | Danny Kurmann Christer Lärking |

|              |           |                                  |
| Spezza 25:32 | Marcatori | 49:07 Kajgorodov 52:19 Koval'čuk |

### Semifinali
| Arbitri: | Darcy Burchell Brent Reiber |

|                   |           |                                                                 |
| Eliáš 20:46 54:22 | Marcatori | 24:34 59:13 Berglund 35:10 Backlund 48:07 Ericsson 52:29 Krüger |

| Arbitri: | Christer Lärking Peter Ország |

|                                            |           |  |
| Granlund 25:13 Lajunen 47:40 Immonen 49:15 | Marcatori |  |

### Finale per il 3º posto
| Arbitri: | Danny Kurmann Christer Lärking |

|                                                                          |           |                                                     |
| Červenka 03:33 30:45 35:10 Průcha 10:22 22:11 Marek 46:30 Plekanec 58:16 | Marcatori | 09:25 18:53 Koval'čuk 09:40 Kulikov 36:03 Tarasenko |

### Finale
| Arbitri: | Darcy Burchell Brent Reiber |

|                         |           |                                                                                          |
| Pääjärvi-Svensson 27:40 | Marcatori | 39:53 Immonen 42:35 Nokelainen 43:21 Kapanen 56:41 Pesonen 57:16 Pyörälä 59:05 Pihlström |

## Classifica marcatori
| Giocatore       | PG | G | A | Pt | +/- | MP |
| --------------- | -- | - | - | -- | --- | -- |
| Jarkko Immonen  | 9  | 9 | 3 | 12 | +2  | 2  |
| Patrik Berglund | 9  | 8 | 2 | 10 | +6  | 8  |
| Tomáš Plekanec  | 8  | 6 | 4 | 10 | +3  | 6  |
| Roman Červenka  | 9  | 4 | 6 | 10 | +7  | 4  |
| John Tavares    | 7  | 5 | 4 | 9  | +6  | 12 |
| Jaromír Jágr    | 9  | 5 | 4 | 9  | +5  | 4  |
| Patrik Eliáš    | 9  | 4 | 5 | 9  | +4  | 6  |
| Mikael Granlund | 9  | 2 | 7 | 9  | +3  | 2  |
| Mathis Olimb    | 7  | 1 | 8 | 9  | 0   | 4  |
| Marius Holtet   | 7  | 6 | 2 | 8  | +6  | 4  |

Fonte: IIHF.com

## Classifica portieri
| Giocatore      | Min | TC     | GS | SO | MGS  | Sv%   |
| -------------- | --- | ------ | -- | -- | ---- | ----- |
| Petri Vehanen  | 175 | 388:13 | 8  | 1  | 1.24 | 95.43 |
| Viktor Fasth   | 221 | 420:00 | 12 | 3  | 1.71 | 94.57 |
| Ondřej Pavelec | 247 | 479:16 | 15 | 2  | 1.88 | 93.93 |
| Tobias Stephan | 111 | 240:48 | 7  | 0  | 1.74 | 93.69 |
| Lars Haugen    | 257 | 422:18 | 19 | 1  | 2.70 | 92.61 |

Fonte: IIHF.com

## Classifica finale
| Pos | Squadra     |
| --- | ----------- |
| 1   | Finlandia   |
| 2   | Svezia      |
| 3   | Rep. Ceca   |
| 4   | Russia      |
| 5   | Canada      |
| 6   | Norvegia    |
| 7   | Germania    |
| 8   | Stati Uniti |
| 9   | Svizzera    |
| 10  | Slovacchia  |
| 11  | Danimarca   |
| 12  | Francia     |
| 13  | Lettonia    |
| 14  | Bielorussia |
| 15  | Austria     |
| 16  | Slovenia    |

| Campioni del mondo di hockey su ghiaccio 2011 |
| Finlandia 2º titolo                           |

Il piazzamento finale è stabilito dai seguenti criteri:
- Posizioni dal 1º al 4º posto: i risultati della finale e della finale per il 3º posto
- Posizioni dal 5º all'8º posto (squadre perdenti ai quarti di finale): il piazzamento nel girone della seconda fase; in caso di parità, i punti raccolti nel girone della seconda fase; in caso di ulteriore parità, la differenza reti nel girone della seconda fase.
- Posizioni dal 9º al 12º posto (5º e 6º classificati nei gironi della seconda fase): il piazzamento nel girone della seconda fase; in caso di parità, i punti raccolti nel girone della seconda fase; in caso di ulteriore parità, la differenza reti nel girone della seconda fase.
- Posizioni dal 13º al 16º posto (girone per non retrocedere): il piazzamento nel girone G

| Promosse nel Gruppo A:         | Italia  | Kazakistan |
| Retrocesse in Prima Divisione: | Austria | Slovenia   |

### Riconoscimenti

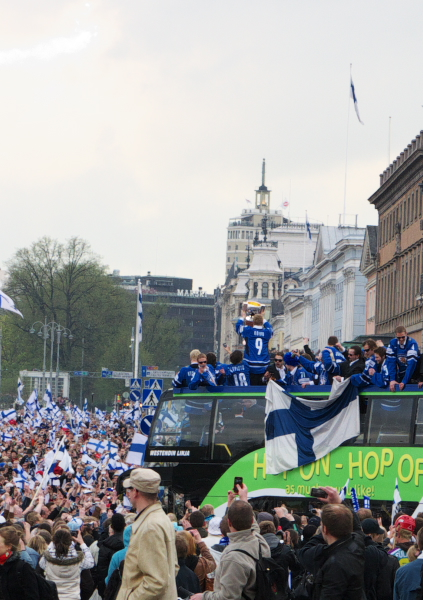
Festeggiamenti per la vittoria della Finlandia nelle strade di Helsinki.

Riconoscimenti individuali

| Premio                  | Giocatore        |
| ----------------------- | ---------------- |
| Miglior giocatore (MVP) | Viktor Fasth     |
| Miglior portiere        | Viktor Fasth     |
| Miglior difensore       | Alex Pietrangelo |
| Miglior attaccante      | Jaromír Jágr     |

All-Star Team

| Attacco:  | Patrik Berglund – Jarkko Immonen – Jaromír Jágr |
| Difesa:   | David Petrasek – Marek Židlický                 |
| Portiere: | Viktor Fasth                                    |